# Jean Cornelis
Jean Cornelis, né le 2 août 1941 à Lot (Belgique) et mort le 22 mars 2016, est un footballeur international belge.

## Biographie
À l'âge de 12 ans, Jean Cornelis a commencé à jouer au football dans le club de sa ville natale, le VC Lot Sports. Moins de deux ans après, il rejoint les jeunes du prestigieux Sporting d'Anderlecht. Il fait ses débuts chez les Mauves comme arrière gauche en 1958, lancé par l’entraîneur anglais Bill Gormlie. Cornelis fait partie de l’équipe, championne de Belgique en 1959 qui compte parmi ses rangs  de grands noms tels que Paul Van Himst, Martin Lippens ou Jacky Stockman.  
En 1960, Pierre Sinibaldi succède à Gormlie : c’est alors un grand moment pour le club qui remporte de nombreux titres avec l’entraîneur français. Pendant toute cette période, Jean Cornelis est un joueur essentiel dans le onze de Sinibaldi.  
Il a joué 19 matchs en équipe de Belgique de 1962 à 1968. Il a fait partie du onze anderlechtois Diables Rouges qui joue le 30 septembre 1964 à Anvers (Belgique-Pays-Bas, 1-0).
En 1971, il part jouer une saison au KSK Beveren, avant de terminer sa carrière au R Crossing Club Schaerbeek en 1973. 
Plus tard, Jean Cornelis a été entraîneur : après des passages au RAA La Louvière (2 fois), il revient à Anderlecht pour s'occuper des jeunes joueurs de ce club.

### Décès
Jean Cornelis est mort des suites d'une crise cardiaque le 22 mars 2016

## Palmarès
- International belge A de 1962 à 1968 (19 sélections et 1 but marqué)
- Champion de Belgique en 1959, 1962, 1964, 1965, 1966, 1967 et 1968 avec le Sporting d'Anderlecht
- Vainqueur de la Coupe de Belgique en 1965  avec le Sporting d'Anderlecht
- Finaliste de la Coupe des villes de foires (ancêtre de la Coupe de l'UEFA) en 1970 avec le Sporting d'Anderlecht